# Niezapomniane przeboje Zygmunta Karasińskiego
Niezapomniane przeboje Zygmunta Karasińskiego – album zawierający nagrania utworów, których autorem był polski kompozytor Zygmunt Karasiński. Napisane przez niego przebojowe melodie zostały zagrane przez orkiestrę Warszawskie Smyczki prowadzoną przez Marka Sewena i zaśpiewane przez znanych polskich wokalistów. Autorem aranżacji utworów zarejestrowanych na płycie był Marek Sewen. 
Monofoniczny winylowy album został wydany w 1967 przez Polskie Nagrania „Muza” XL 0428 (numery matryc: strona A – M-3 XW-873, strona B – M-3 XW-874).

## Muzycy
- Beltono – śpiew
- Mieczysław Fogg – śpiew
- Jerzy Połomski – śpiew
- Teresa Tutinas – śpiew
- Ludwik Sempoliński – śpiew
- Sława Przybylska – śpiew

- Warszawskie Smyczki pod dyr. Marka Sewena

## Lista utworów
Strona A
| 1. | "Cała Warszawa" Chór Beltono (sł. Andrzej Włast)               |  |
|    |                                                                |  |
| 2. | "Francois" Mieczysław Fogg (opr. Z. Karasiński, sł. A. Włast)  |  |
|    |                                                                |  |
| 3. | "Czy pani mieszka sama" Jerzy Połomski (sł. A. Włast)          |  |
|    |                                                                |  |
| 4. | "Każdemu wolno kochać" Teresa Tutinas (sł. Emanuel Schlechter) |  |
|    |                                                                |  |
| 5. | "Pamiętam twoje oczy" Mieczysław Fogg (sł. Tadeusz Stach)      |  |
|    |                                                                |  |
Strona B
| 1. | "Czy pamiętasz tę noc w Zakopanem" Jerzy Połomski (sł. Aleksander Jellin) |  |
|    |                                                                           |  |
| 2. | "Don Fernando" Teresa Tutinas (sł. A. Włast)                              |  |
|    |                                                                           |  |
| 3. | "Serce matki" Mieczysław Fogg (sł. Ludwik Szmaragd)                       |  |
|    |                                                                           |  |
| 4. | "Spotkamy się na Nowym Świecie" Ludwik Sempoliński (sł. Willy)            |  |
|    |                                                                           |  |
| 5. | "Za późno" Sława Przybylska (sł. Jerry)                                   |  |
|    |                                                                           |  |
| 6. | "W błękicie oczu twych" Mieczysław Fogg (sł. Wacław Stępień)              |  |
|    |                                                                           |  |

## Informacje uzupełniające
- Reżyser nagrania – Janusz Urbański
- Operator dźwięku – Krystyna Urbańska
- Projekt graficzny okładki – Grzegorz Rosiński
- Tekst omówienia płyty – Bogdan Okulski
- Zdjęcie – J. Popłoński